# 4 prairial
4 floréal 4 messidor
Le quartidi 4 prairial, officiellement dénommé jour de l'angélique, est le 244e jour de l'année du calendrier républicain.
C'était généralement le 23e jour du mois de mai dans le calendrier grégorien.